# Jerzy Tabeau
Jerzy Tabeau (Zabłotów, 18 dicembre 1918 – 11 maggio 2002) studente polacco di medicina imprigionato ad Auschwitz, è stato uno dei primi prigionieri fuggiti dal campo riuscendo così a fornire un rapporto dettagliato sul genocidio in atto al mondo esterno.
I primi rapporti all'inizio del 1942 erano stati scritti dall'ufficiale polacco Witold Pilecki. Il rapporto di Tabeau era invece noto come quello del "maggiore polacco" nel fascicolo dei Protocolli di Auschwitz. Dopo la guerra divenne un noto cardiologo a Cracovia.

## Biografia
Tabeau era un membro dell'Unione per la lotta armata, Związek Walki Zbrojnej (ZWZ), e aveva lavorato nella resistenza polacca sotto lo pseudonimo di "Jerzy Wesołowski" a Cracovia, distribuendo stampe clandestine. Fu catturato e portato nella prigione di Montelupich della Gestapo a Cracovia. Il 26 marzo 1942 fu trasferito ad Auschwitz, e, sempre sotto falso nome, registrato con il numero 27273. Ben presto si ammalò di polmonite e pleurite e fu ricoverato nell'ospedale del campo. Dopo essersi ripreso è entrato a far parte del personale ospedaliero come infermiere. Nell'estate del 1942 si ammalò di tifo e fu selezionato dal medico nazista, il Dr. Josef Klehr, ed inserito nell'elenco dei pazienti da uccidere nelle camere a gas. Grazie all'intervento dell'anziano del blocco polacco, Alfred Stossel, riuscì a sfuggire alla morte.
Tabeau fuggì con un altro detenuto polacco, Roman Cieliczko, il 19 novembre 1943. La fuga era stata pianificata in anticipo nel luglio 1943 e originariamente intendeva includere cinque prigionieri in fuga. Poiché Cieliczko era nel campo con il suo nome di battesimo e non uno pseudonimo, era essenziale avvertire prima la madre di Cieliczko a Zakopane di nascondersi dato che i parenti dei fuggitivi venivano spesso catturati per rappresaglia. Il 14 luglio 1943 fu inviato un messaggio alla madre di Cieliczko affinché si nascondesse. Tabeau e Cieliczko fuggirono tagliando il filo spinato del campo, si diressero verso il villaggio di Goczałkowice dove li accolse la resistenza locale, poi proseguì per Zakopane e rimase con gli amici di Cieliczko. Tabeau salì a bordo di un treno merci per Cracovia, mentre Cieliczko si unì a un'unità partigiana ma fu ucciso dalle truppe tedesche in un'operazione a scopo di sabotaggio tre mesi dopo. Tabeau contattò Teresa Lasocka-Estreicher e in seguito si unì al PPS clandestino di Cracovia. Nel dicembre 1943 Tabeau procedette alla stesura di un rapporto sul campo che terminò all'inizio del 1944.
A marzo, su ordine della resistenza, lasciò Cracovia in missione a Londra per testimoniare di persona sulla resistenza polacca e confermare agli alleati la verità sul genocidio nazista. Il viaggio si è svolto senza incidenti. Dopo essere tornato in Polonia, si recò nell'area di Nowy Sącz per formare un "Battaglione socialista della morte". Durante una delle battaglie vicino a Jordanów nell'ottobre 1944, Tabeau fu ferito alla testa, lasciandolo parzialmente paralizzato. Nonostante le ferite ha vissuto per vedere la fine della guerra. Dopo il 1945 si stabilì a Cracovia, completando gli studi di medicina e laureandosi all'Università Jagellonica. Divenne assistente professore di medicina e un noto cardiologo a Cracovia.

## Il rapporto di Tabeau
Durante la guerra stavano venendo alla luce i resoconti del genocidio tedesco, incluso il discorso del 10 dicembre 1942 del governo polacco in esilio alla Società delle Nazioni e le prove del detenuto ebreo fuggito da Majdanek, Dionys Lenard, anche se esistevano informazioni limitate sui treni della morte verso Auschwitz.
Tabeau ha compilato il suo rapporto tra il dicembre 1943 e il gennaio 1944. È stato copiato usando una macchina per stampini a Ginevra nell'agosto 1944, per essere poi distribuito dal governo polacco in esilio e dal Bratislava Working Group, raggiungendo anche il diplomatico cecoslovacco Jaromír Kopecký in Svizzera. Questo rapporto di 19 pagine è stato anche incluso nei Protocolli di Auschwitz con il nome «No 2. Transport "The Polish Major's Report"». Il contenuto dei Protocolli è stato discusso in dettaglio dal New York Times il 26 novembre 1944.

### Altri rapporti di testimoni oculari
Diversi fuggitivi dal campo avevano già trasmesso informazioni all'esterno: il 20 giugno 1942 tre polacchi Kazimierz Piechowski, Stanisław Gustaw Jaster, Józef Lempart e l'ucraino Eugeniusz Bendera fuggirono, con un rapporto di Witold Pilecki che passava le sue informazioni all'esercito nazionale polacco. Il 27 aprile 1943 lo stesso Witold Pilecki, che si era deliberatamente infiltrato nel campo per fondarvi delle cellule di Związek Organizacji Wojskowej (ZOW) e per prendere delle misure contro la politica di sterminio tedesca per conto dell'intellighenzia polacca, fuggì insieme a due altri soldati polacchi, Jan Redzej e Edward Ciesielski. Ciascuno ha compilato un rapporto separato per l'esercito nazionale polacco. Il rapporto di Witold è stato tradotto in inglese ma è stato archiviato dal governo britannico con una nota allegata in cui si affermava che non vi era alcuna indicazione sull'affidabilità della fonte.
Il 2 novembre 1943, Kazimirez Halori, un altro prigioniero polacco, fuggì e passò altre informazioni al Partito Socialista Polacco. Natalia Zarembina ha raccolto la testimonianza di un altro fuggitivo polacco e di altri in un rapporto intitolato Auschwitz-Campo della morte che è stato pubblicato in inglese nel 1943 a Londra.